# Siberian Strike
Siberian Strike est un jeu vidéo de type shoot 'em up développé et édité par Gameloft, sorti en 2003 sur J2ME et BREW. Une version en 3D est sortie sur iOS en 2009.

## Accueil
- Jeux Vidéo Magazine : « Un shoot 'em up immanquable »[1]
- GameSpot : 6,2/10 (Episode II)[2]
- IGN : 7,9/10 (iOS)[3]